# Клавіхо
Клавіхо (ісп. Clavijo) — муніципалітет в Іспанії, у складі автономної спільноти Ла-Ріоха. Населення — 276 осіб (2009).
Муніципалітет розташований на відстані близько 240 км на північний схід від Мадрида, 13 км на південь від Логроньйо.

## Демографія
Динаміка населення (INE ):

## Галерея зображень

Розташування муніципалітету
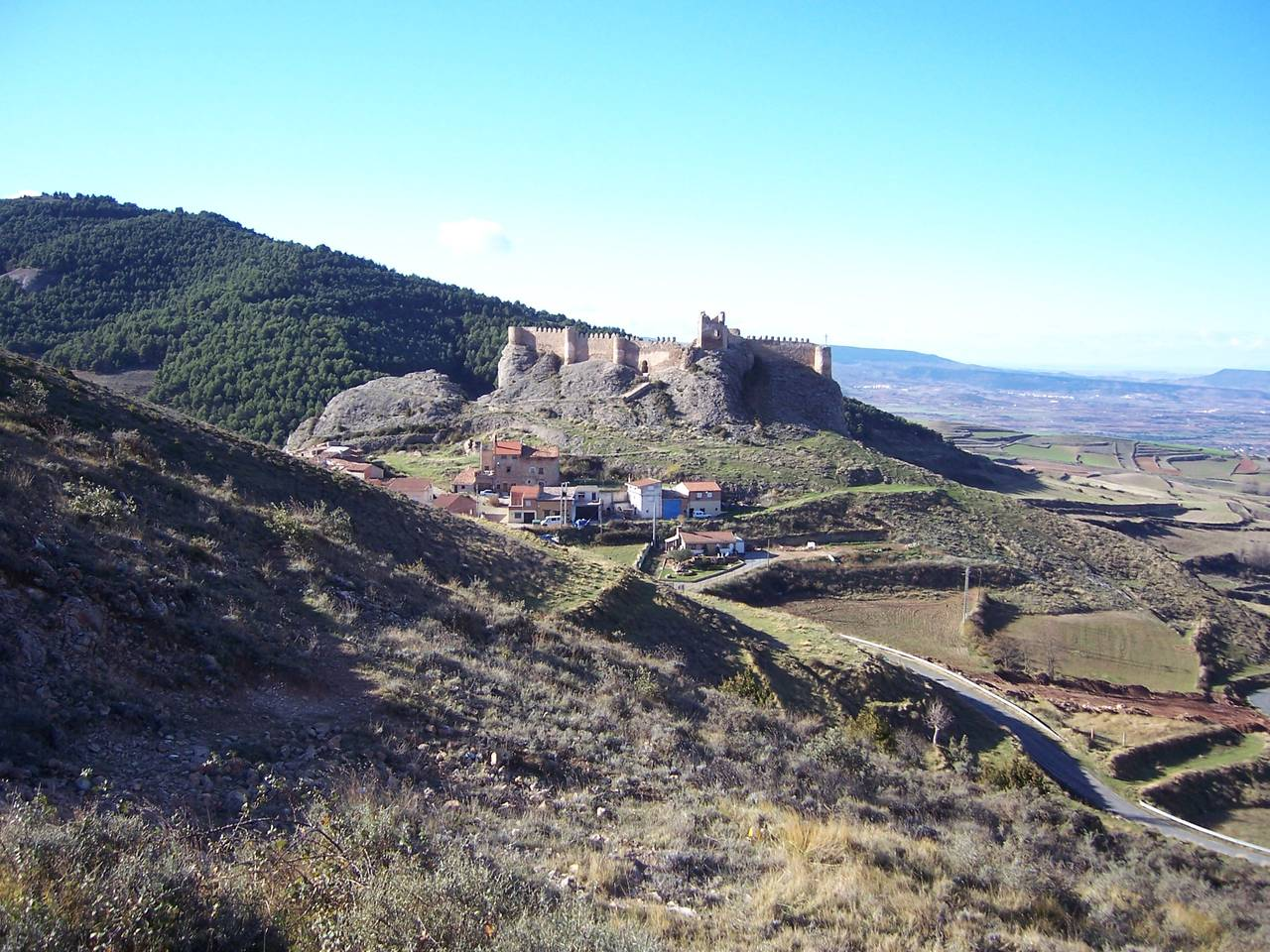
Клавіхо
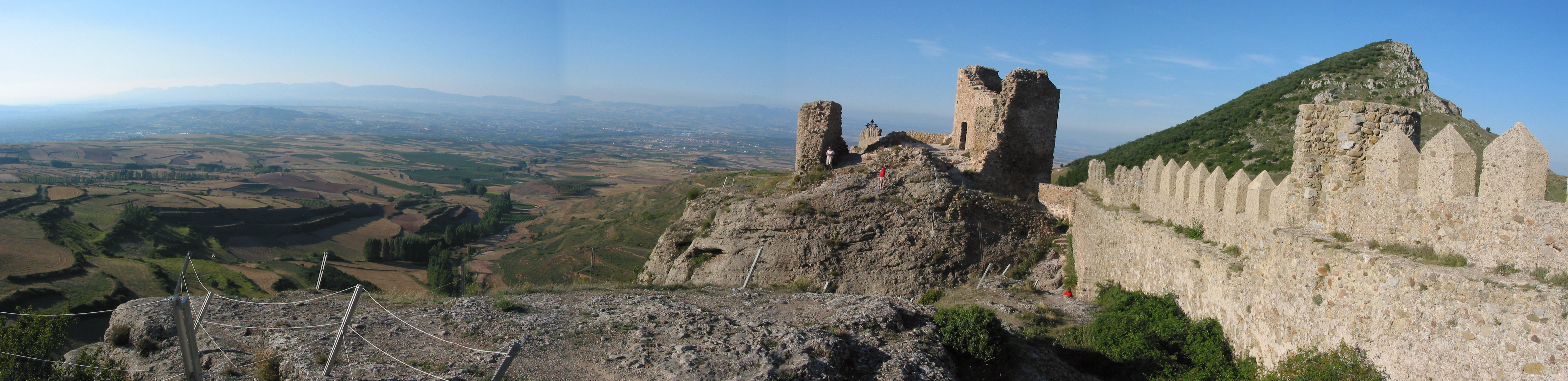
Панорама долини Ебро з замку